# Лавров переулок
Лавро́в переу́лок — улица в центре Москвы в Таганском районе между Воронцовской улицей и Новоспасским проездом.

## Происхождение названия
Название в форме Лавров, Лавровский известно с XIX века (ранее переулок назывался Кузнецкий). Возникло по фамилии одного из домовладельцев.

## Описание
Лавров переулок начинается от Воронцовской улицы, проходит на запад параллельно Динамовской улице, слева к нему примыкает Крестьянский тупик, справа — Верхний Новоспасский переулок, выходит на Новоспасский проезд.

## Здания и сооружения
По нечётной стороне:

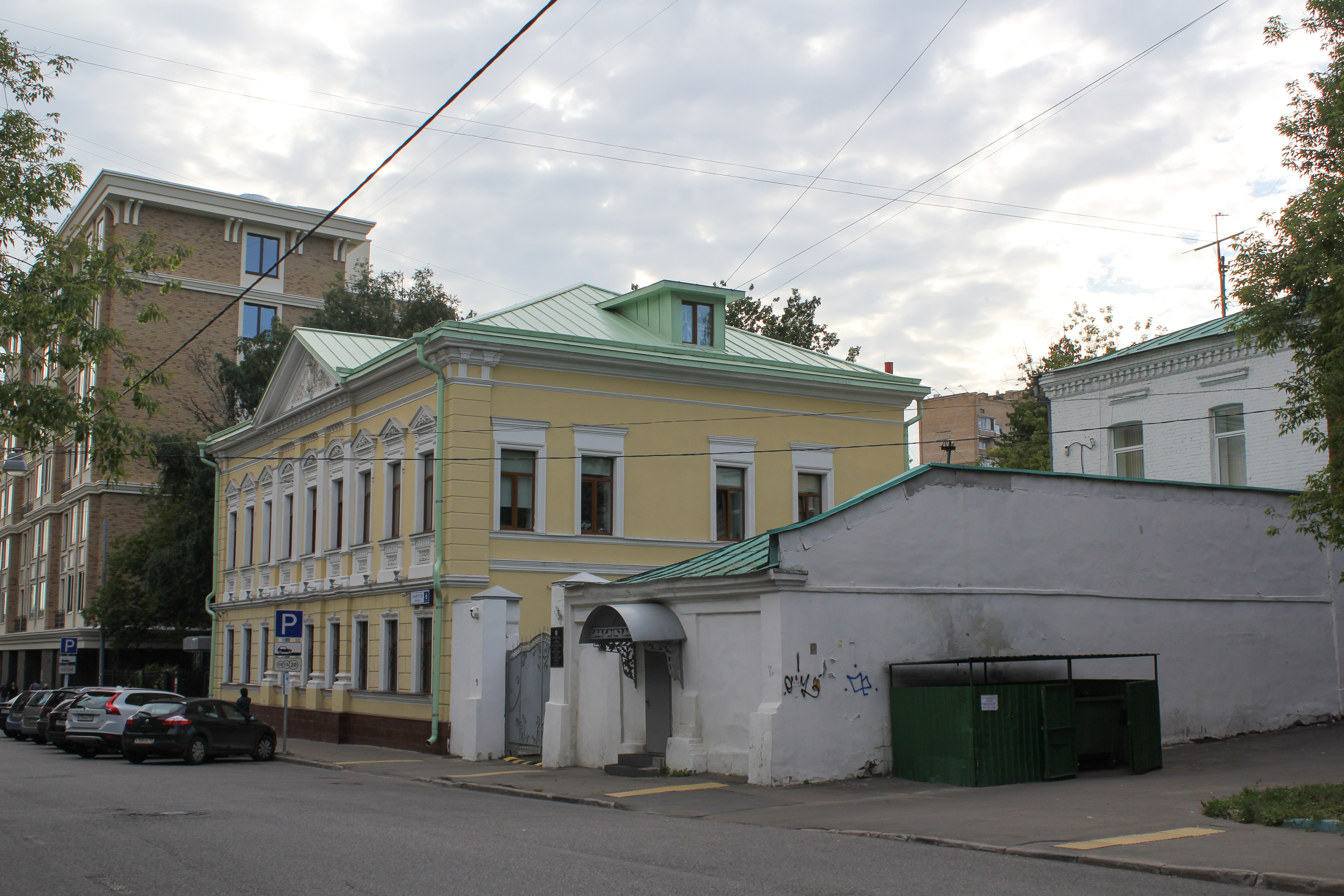
Дом С. И. Чепелевецкого.

- № 5 — жилой дом. Здесь жил вице-президент СССР Г. И. Янаев[2].
- № 9 — ГБОУ "Школа № 1270 "Вектор"; ранее Детский центр технического творчества, который находится в здании бывшей школы № 496, где училась певица Алла Борисовна Пугачева[3];

По чётной стороне:
- № 6 (дом С. И. Чепелевецкого) — Государственный институт кровезаменителей и медицинских препаратов (ГИКИМП).